# مطار ملبورن الدولي
مطار ملبورن (بالإنجليزية: Melbourne Airport)‏ (إياتا: MEL، إيكاو: YMML) هو مطار دولي يقع في مدينة ملبورن في أستراليا.هو المطار الرئيسي في مدينة ملبورن وثاني أكثر مطار ازدحاما في أستراليا. وافتتح في عام 1970 ليحل محل مطار اسندون القريب. مطار ملبورن هو المطار الدولي الوحيد ضمن أربعة مطارات تخدم منطقة العاصمة ملبورن. على بعد 23 كيلومترا (14 ميل) من وسط المدينة. متاخمة لضاحية تولامارين.
الخط الجوي بين ملبورن وسيدني هو الخط الرابع عالميا الأكثر سفرا عن طريقه للركاب. للمطار رحلات مباشرة إلى 33 وجهة في جميع الولايات والأقاليم في أستراليا، بالإضافة إلى وجهات عديدة في أوقيانوسيا ، وآسيا وأفريقيا وأوروبا وأمريكا الشمالية.
ويعتبر كمركز رئيسي لعمليات شركة كانتاس وفيرجن أستراليا، وهو المركز الرئيسي لخطوط طيران تايغر أستراليا. في عام 2003 تلقى مطار ملبورن الدولي جائزة النسر للخدمات من اتحاد النقل الجوي الدولي واثنين من الجوائز الوطنية للخدمات السياحية.
ويتألف المطار من أربع صالات: صالة دولية واحدة، واثنين من الصالات المحلية وصالة للسفر منخفض التكلفة المحلي.

## وصلات خارجية
- صفحة موقع مطار ملبورن الرئيسية.